# Kettengasse 9 (Eppingen)

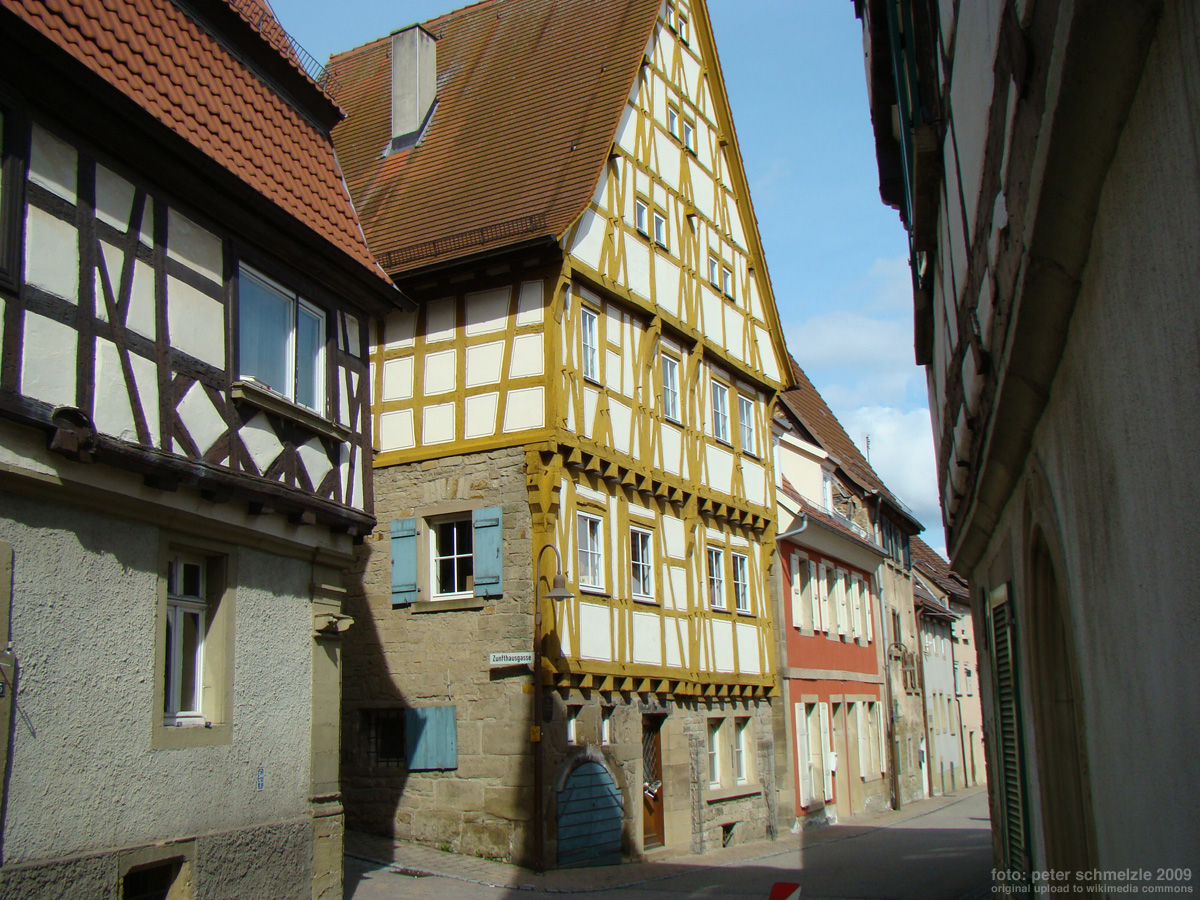
Fachwerkhaus Kettengasse 9 (Mitte) in Eppingen

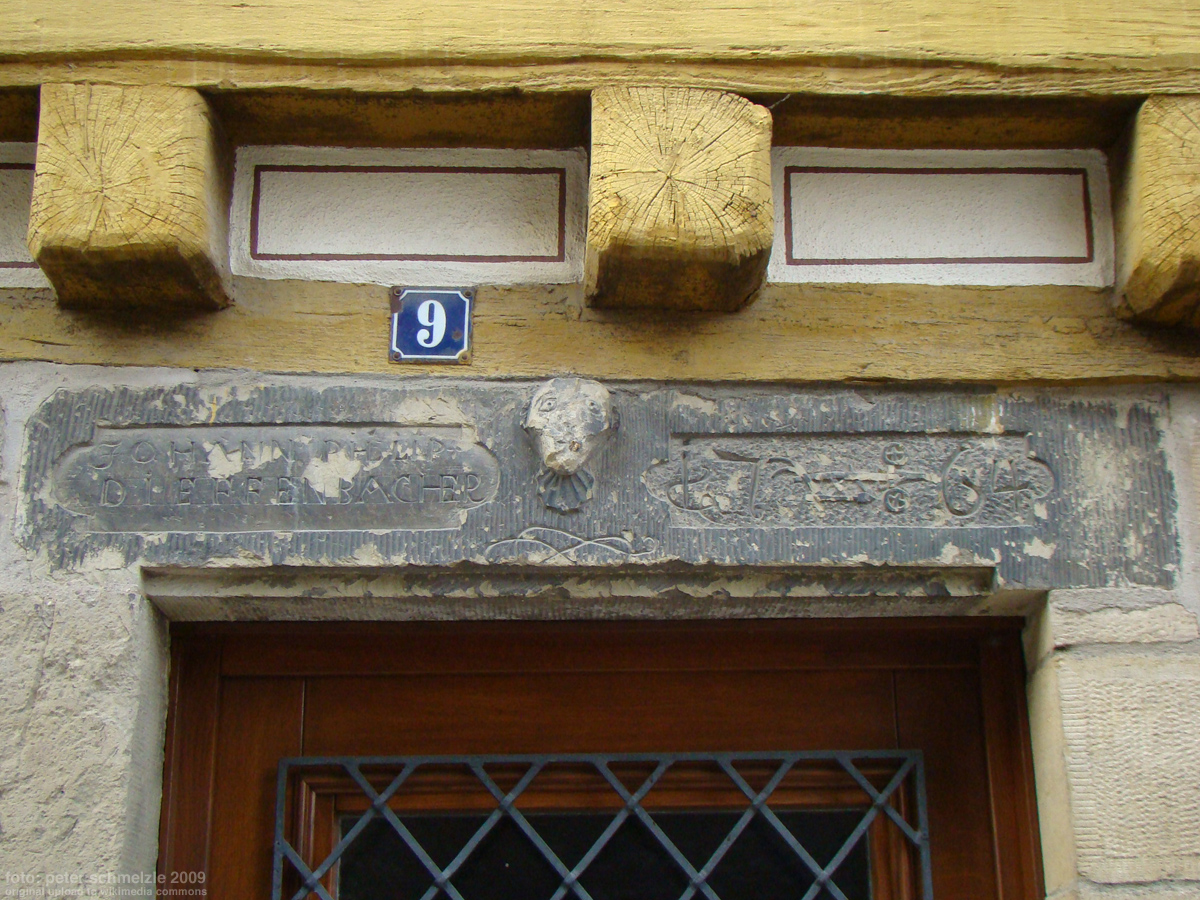
Türsturz mit Neidkopf und Inschrift

Das Fachwerkhaus Kettengasse 9 in Eppingen, einer Stadt im Landkreis Heilbronn im nördlichen Baden-Württemberg, wurde 1488 errichtet. Das als Kulturdenkmal geschützte Gebäude ist ein typisches Beispiel der Übergangszeit vom Mittelalter zur Neuzeit.

## Beschreibung
Das Haus Kettengasse 9/Ecke Zunftgasse war ein Ackerbürgerhaus wie viele andere Häuser in dieser Gasse der Eppinger Altstadt auch. Das hochliegende Untergeschoss ist aus Kalkstein gemauert, dieses Mauerwerk geht an der westlichen Traufseite hoch bis zur Decke des ersten Stockes. Der rundbogige Kellereingang an der Kettengasse hat im Gewände die Jahreszahl 1488 eingeschrieben. Das Haus besteht aus zwei vorkragenden Fachwerkstöcken und einem dreistöckigen Giebel. Das Haus ist nur 9,10 m breit und hat eine Trauflänge von 8,30 m, es ist außermittig zweimal längs- und zweimal quergeteilt. Der Giebel zur Straße wurde bei der Renovierung rekonstruiert. Lediglich die Verstrebungen durch steile Andreaskreuze wurden hinzugefügt. Die engen Balkenabstände sind bei den Fachwerkhäusern in Eppingen selten zu finden.
Zwischen zwei Inschriftenfeldern weist das Gebäude am Türsturz der einstigen Stalltür einen kleinen steinernen Kopf auf. Die großen hervortretenden Augen, die Glatze und die ausgeprägten Wangenknochen kennzeichnen den Kopf als Neidkopf, wie er auch an anderen Eppinger Gebäuden erscheint. Links vom Kopf ist der Name des Besitzers eingeschlagen: Johann Philipp Dieffenbacher, rechts vom Kopf befindet sich die mit einem Ornament verzierte Jahreszahl 1746.
Die Ecke Kettengasse/Zunftgasse wird als Drei-Stil-Ecke bezeichnet, weil dort drei historische Fachwerkstile aufeinandertreffen.